# Megalithanlagen der Kanalinseln

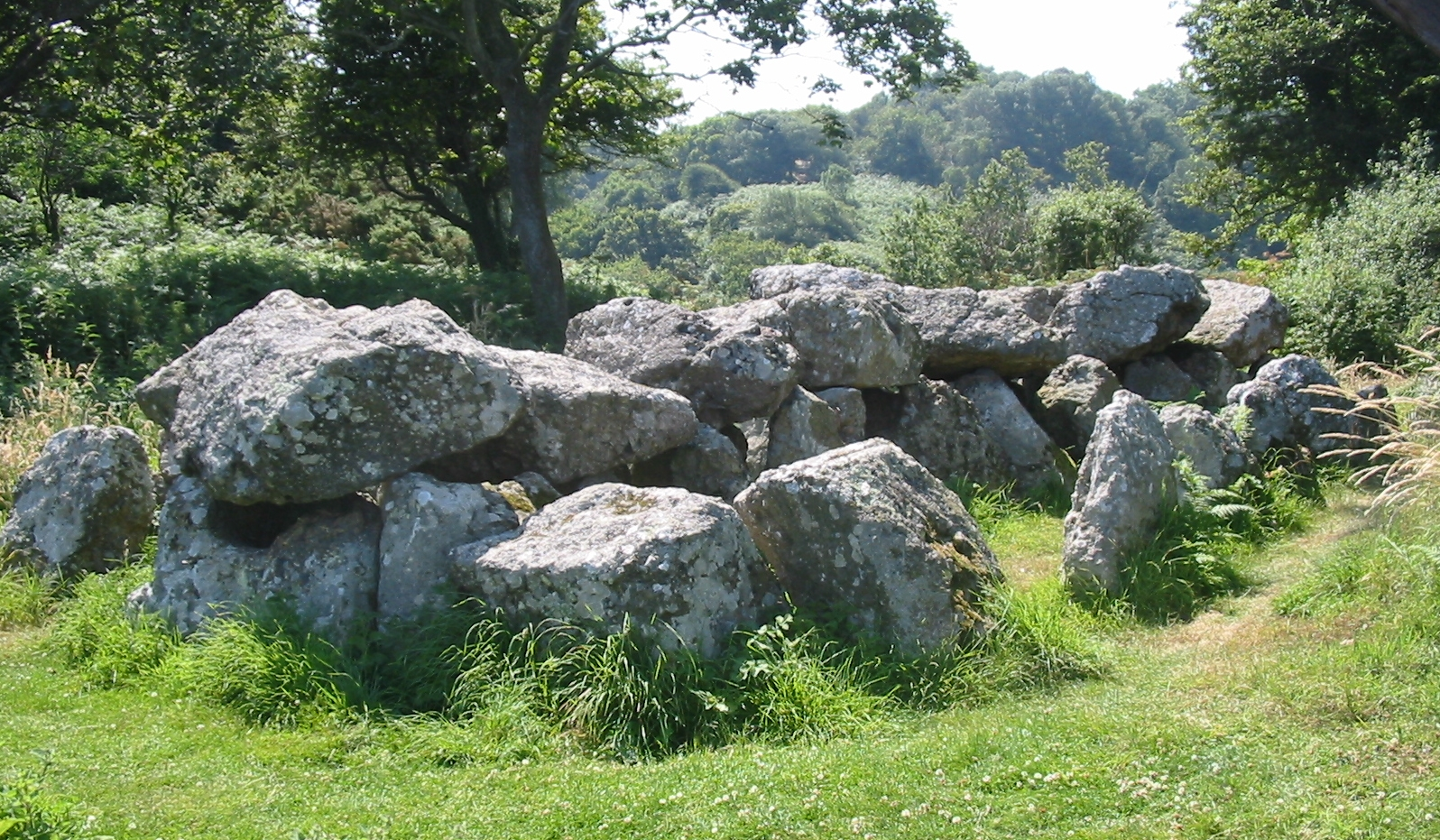
Dolmen du Couperon, Jersey

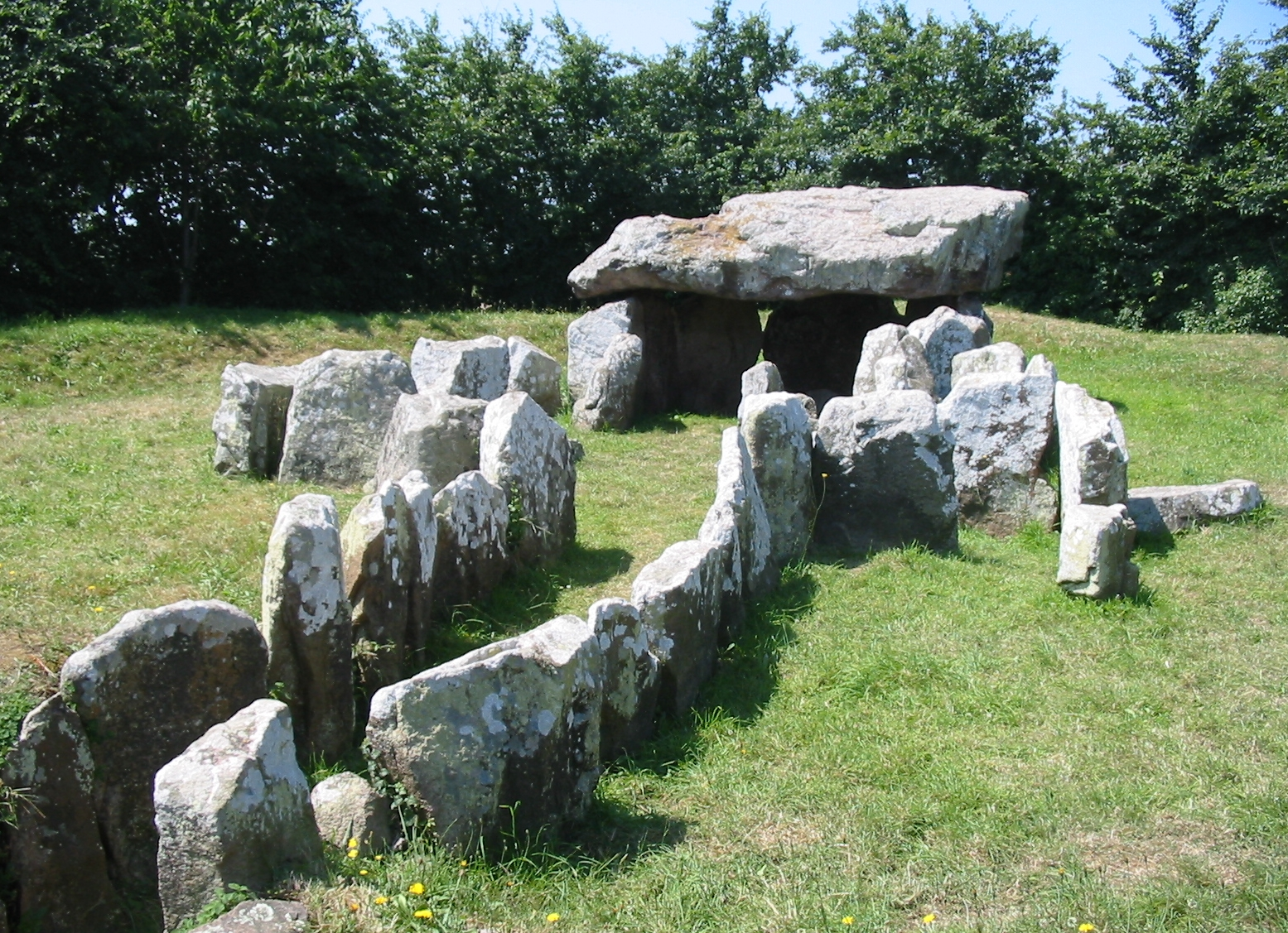
La Pouquelaye de Faldouet, Jersey

Die Megalithanlagen der Kanalinseln bestehen aus 25 relativ gut erhaltenen von einst mehr als 110 belegbaren Großsteingräbern, hinzu kommen Menhire und Steinkisten. Viele Anlagen wurden Mitte des 19. Jahrhunderts von Frederick Corbin Lukis (1788–1871), einem Amateurarchäologen, ausgegraben bzw. registriert. Einige wurden erst im 20. Jahrhundert unter Dünen entdeckt. Neolithische Monumente sind Ausdruck der Ideologie neolithischer Gesellschaften. Ihre Entstehung und Funktion ist abhängig von der sozialen Entwicklung.
Der zum Britischen Kronbesitz gehörende Archipel wurde durch den nacheiszeitlichen Meeresspiegelanstieg vom französischen Festland getrennt (Jersey etwa um 4000 v. Chr.). Wenig später entstanden die ersten Anlagen.

## Dolmen mit Gang

Dolmen mit Gang
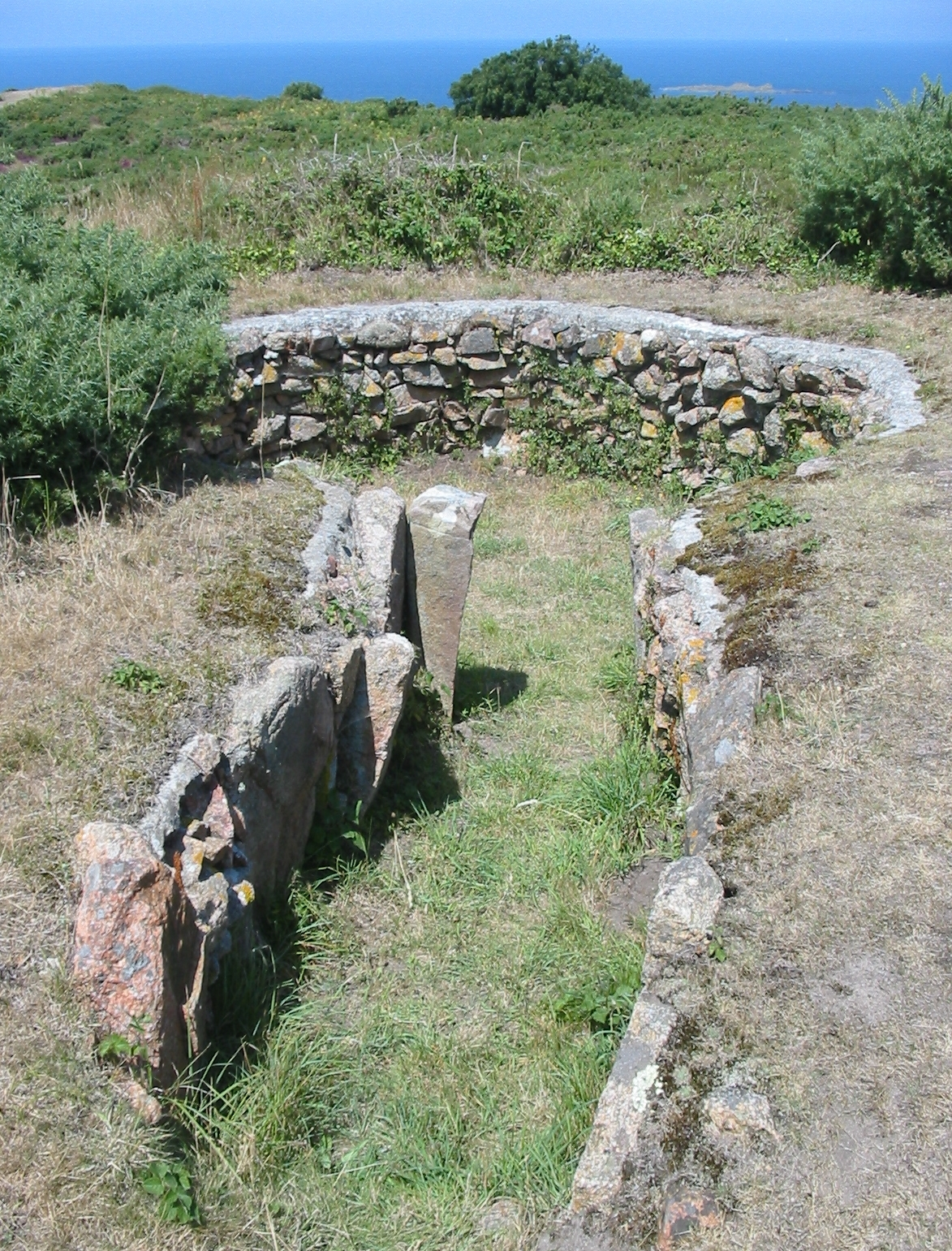
La Sergenté, Jersey
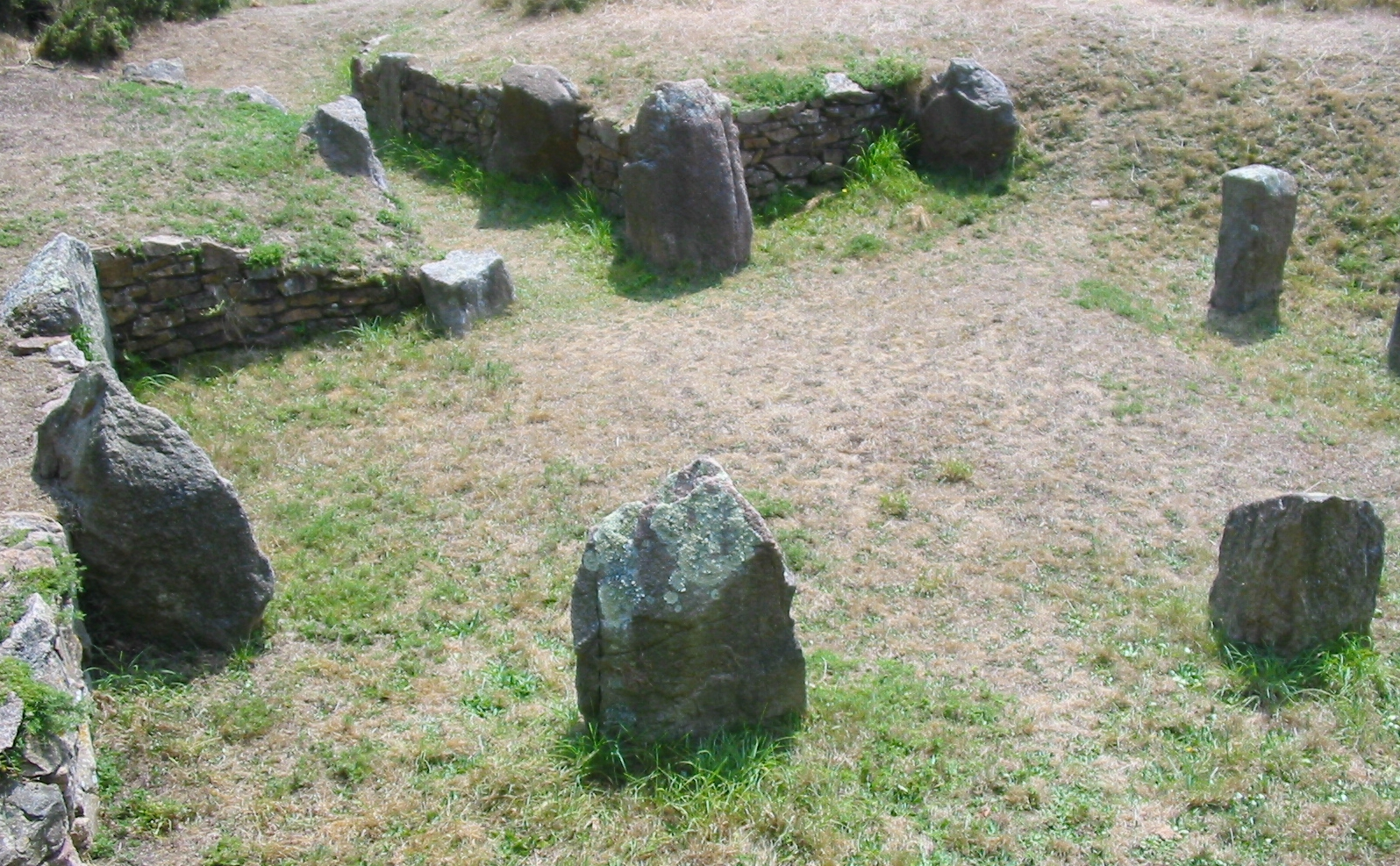
La Hougue des Géonnais, Jersey
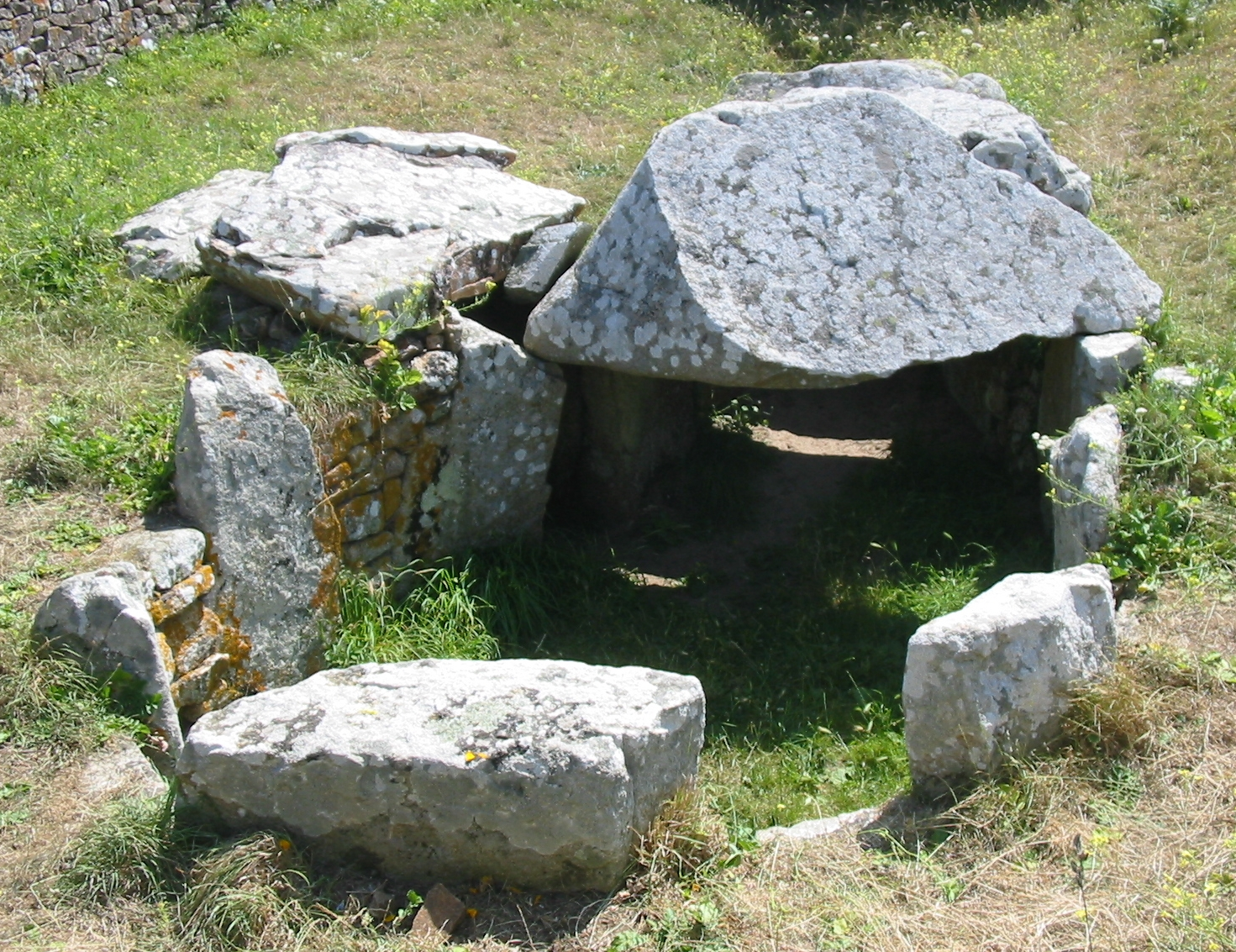
Les Monts Grantez, Jersey
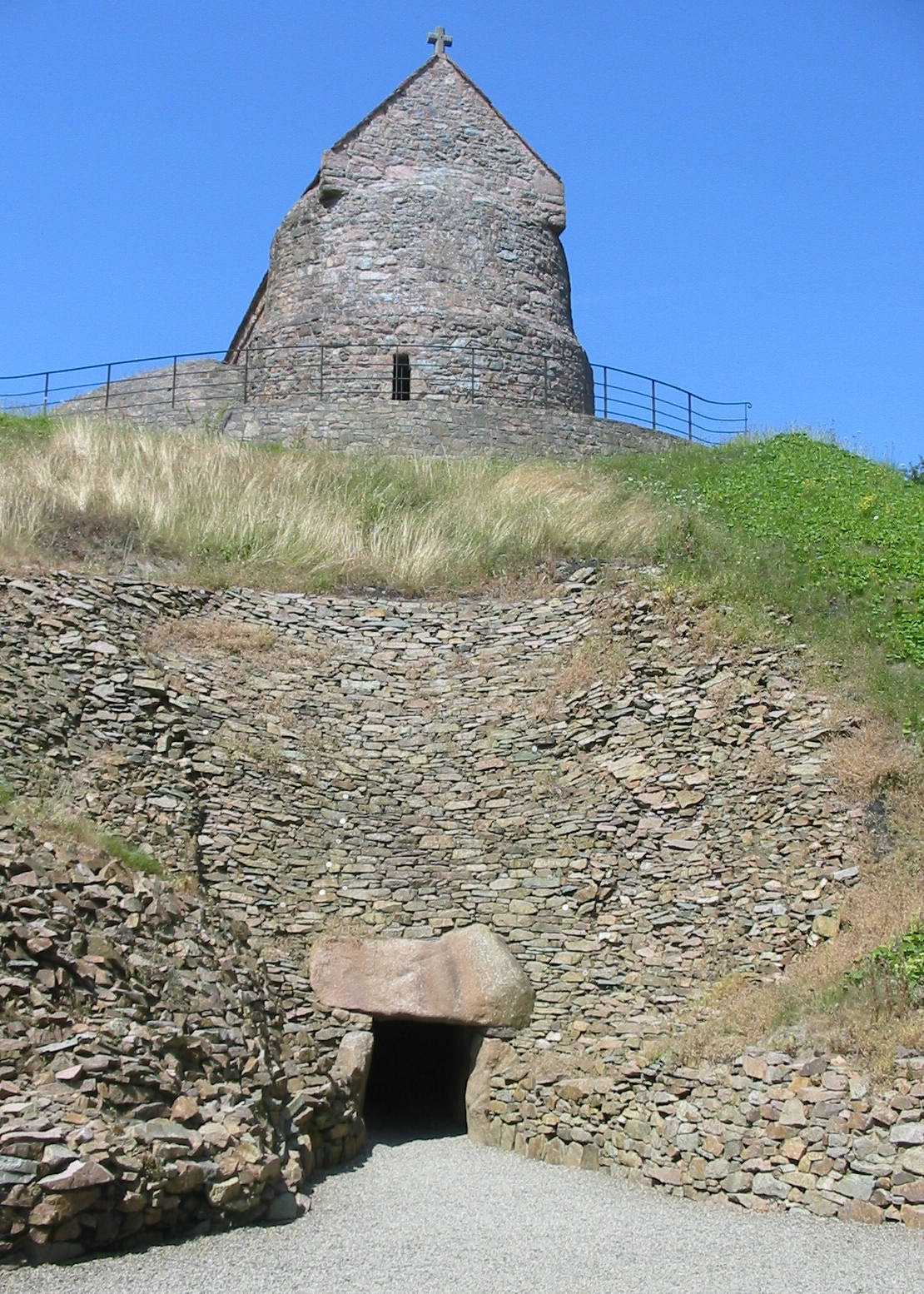
La Hougue Bie, Jersey, Eingang
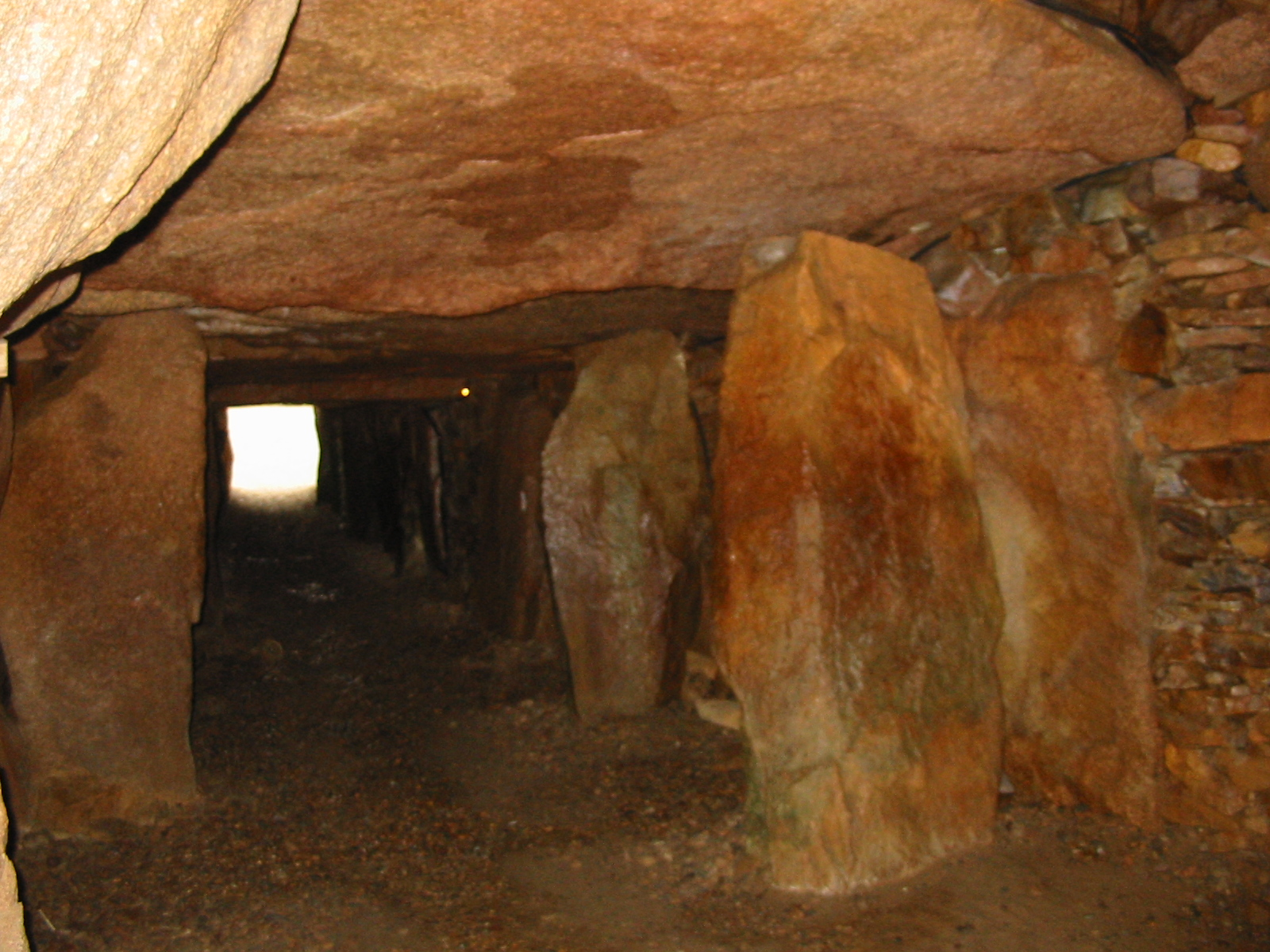
La Hougue Bie

Eine Kategorie der sehr variantenreichen Anlagen auf den Inseln bilden 10 gut erhaltene Dolmen mit Gang auf den beiden großen Kanalinseln. Sieben Dolmen liegen auf Jersey und drei auf Guernsey. Hinzu kommen einige mehr oder minder gestörte (La Pierre de la Fêtelle, La Table des Marthes, Le cinq Pierres, Le Trépied) oder rekonstruierte (Le Couperon) Anlagen. Selbst auf der nur zwei Quadratkilometer großen Insel Herm finden sich – allerdings stark zerstörte – Anlagen (Roberts Cross) und einige Menhire. Soweit nachweisbar, lagen fast alle Megalithanlagen der Kanalinseln in Rundhügeln mit niedrigen, kurzen oder langen Gängen. Einige von ihnen haben Seitenkammern (La Pouquelaye de Faldouet, Le Dehus).
Passage Tombs auf Jersey:
- Dolmen du Couperon
- La Pouquelaye de Faldouet
- La Hougue Bie
- La Hougue des Géonnais
- La Sergenté
- Le Mont de la Ville (steht heute in England)
- Dolmen du Mont Ubé
- Les Monts Grantez
- La Hougue Boëte ist ein gangloser Dolmen.

Passage Tombs auf Guernsey:
- La Varde
- Le Creux ès Faïes
- Le Dehus
- Le Trépied
- Les Fouaillages

Le Dehus, mit einem Menhir in der Kammer, und La Hougue Bie sind die bekanntesten Anlagen des Archipels. Sie gehören zu den schönsten prähistorischen Monumenten in Europa. Der La Varde Dolmen auf dem Golfplatz von L'Ancresse ist mit einer Länge von zehn Metern, vier Meter Breite und einer Höhe von über zwei Metern der größte. Die dortigen Funde stammen aus einer 1500 Jahre währenden Nutzungsphase.
Les Fouaillages (auf Guernsey) ist ein Unikat. Der ganglose Dolmen in der dreieckigen Einfassung wurde 1979 unter einer Düne gefunden. Er gilt als die älteste Anlage der Kanalinseln. Die älteren neolithischen Anlagen, deren größte Steine 20 Tonnen wiegen, stammen aus der Zeit um 3.800 v. Chr.
Die kleinen Inseln:
- Les Pourciaux, Dolmen auf Alderney
- Megalithanlagen auf Herm Grand und Petit Monceau, Robert's Cross und The Common Herm
- Little Sark Dolmen auf Sark

## Steinkisten

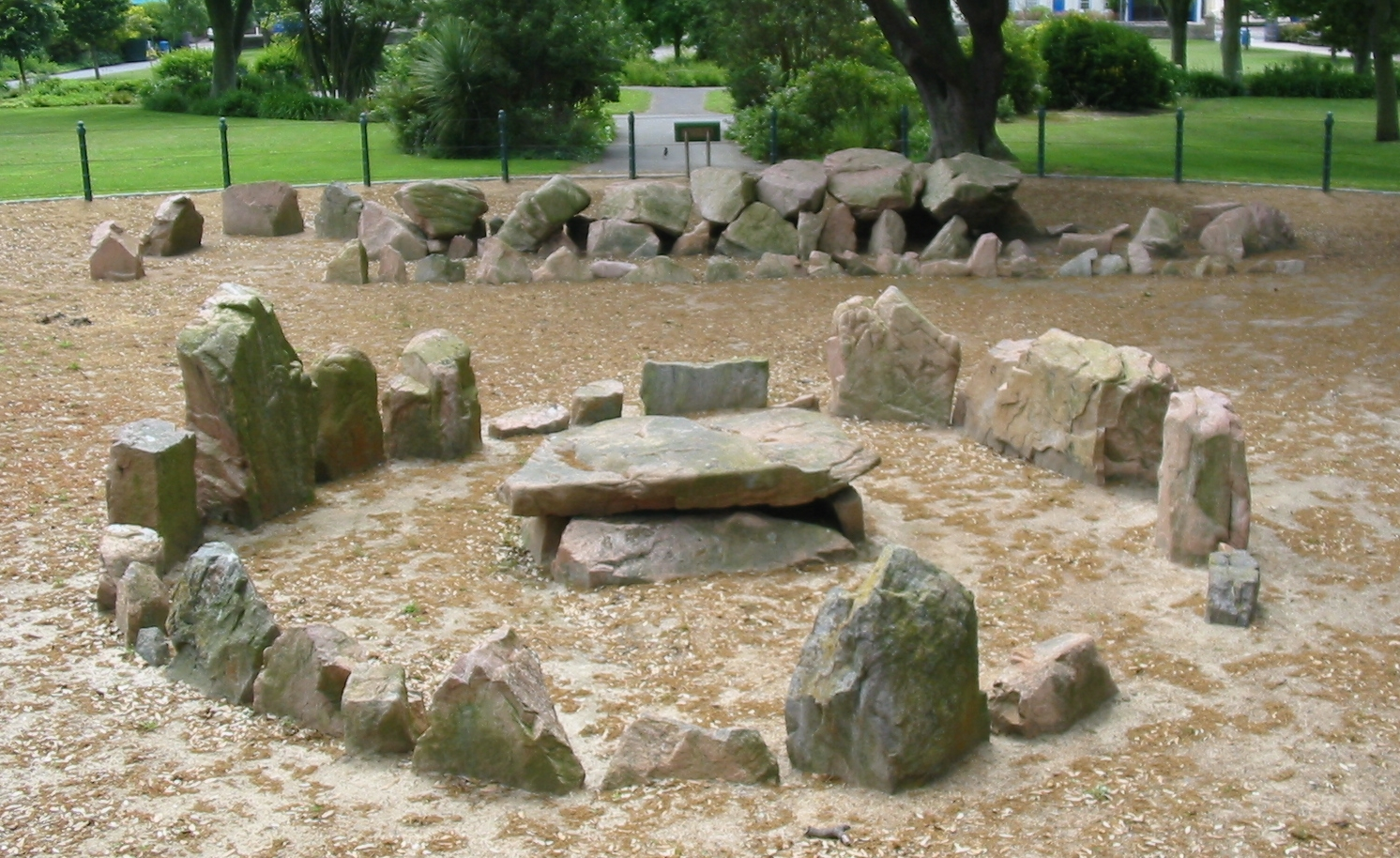
La Ville ès Nouaux – Steinkiste

Die bedeutendste Steinkiste des Archipels steht in einem kleinen Steinkreis, der wohl die Randsteine seiner einstigen Hügeleinfassung darstellt, in La Ville ès Nouaux auf Jersey. Sie steht neben dem rekonstruierten Dolmen und war ebenfalls von einer Düne bedeckt. In das Hougue Bie Museum versetzt wurde die Steinkiste von Hougue des Platons.

## Menhire

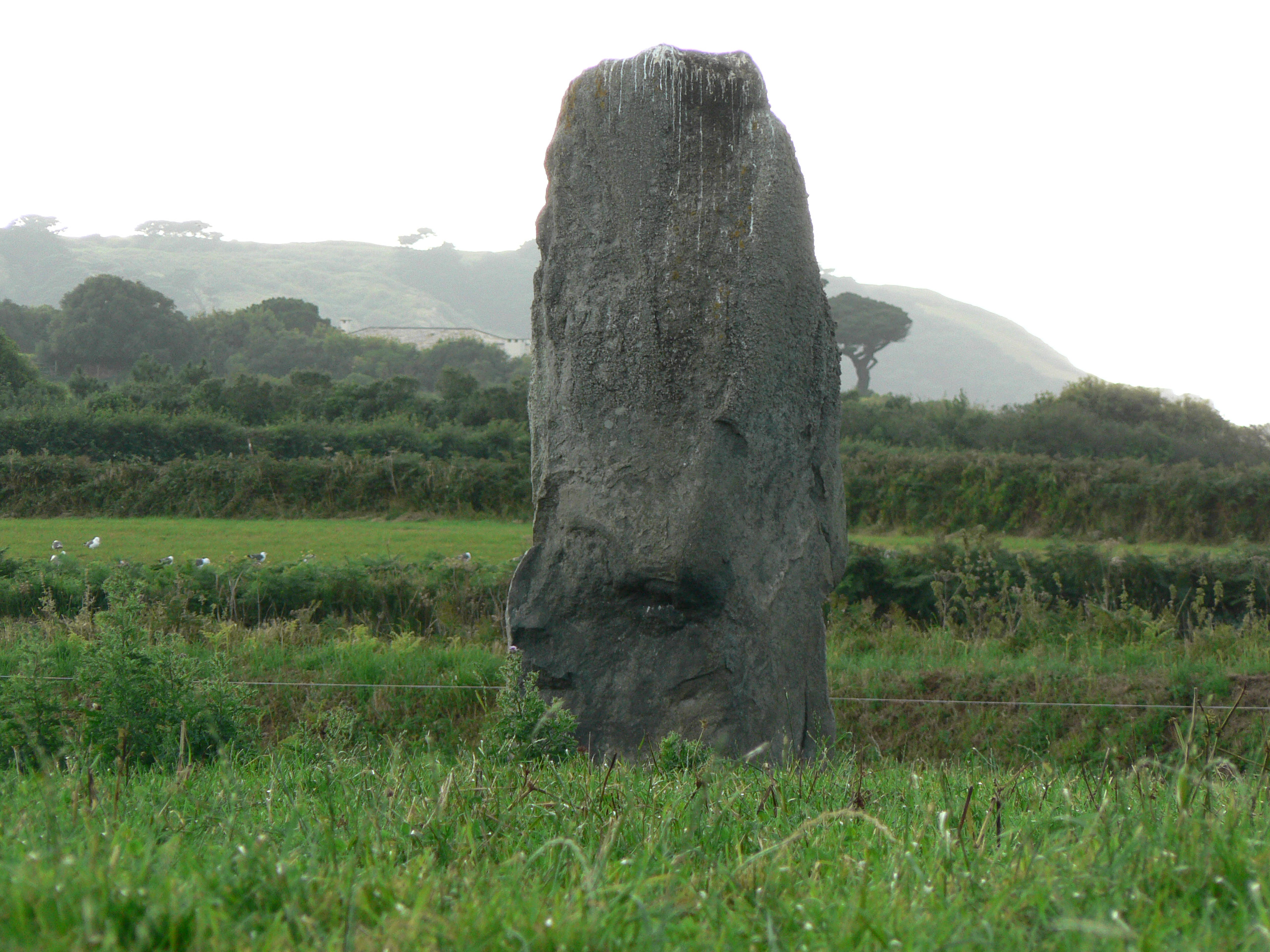
Menhir „Longue Pierre“ auf Guernsey

Es existieren mehrere Menhire, die noch am originalen Standort stehen, darunter
- La Dame Blanche
- La Longue Rocque (der große Menhir; 3,5 Meter hoch)
- Little Menhir (der kleine Menhir: 1,7 m hoch)

und kurze Steinreihen (Les Trois Rocques). Andere Menhire wurden versetzt, einer beispielsweise in die Kirche St. Peter in the Wood.

## Statuenmenhire

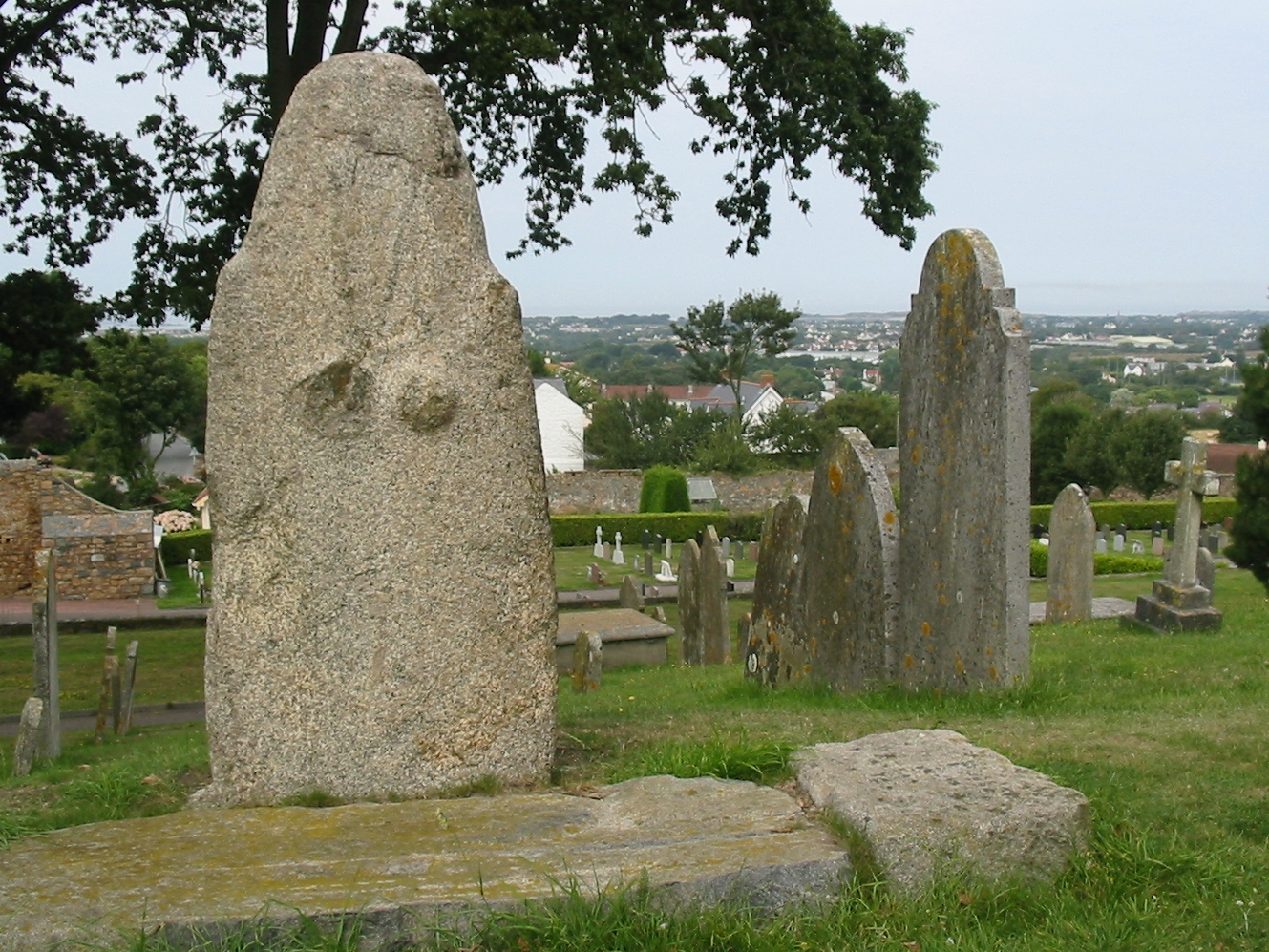
Statuenmenhir auf Guernsey

Eine Eigentümlichkeit stellen die beiden neben Chapel Down auf der Scilly-Insel St. Martin’s nördlichsten Statuenmenhire Westeuropas auf Guernsey dar, die Gran’ Mère du Chimquière an der Kirche von Saint Martin und der nur 2,5 km entfernt im Hinterland der Inselhauptstadt Saint Peter Port befindliche etwa zwei Meter hohe, im Freien stehende Castel Church Menhir. Er wurde 1878 unter dem Boden des Chores der im 6. Jahrhundert errichteten Kirche gefunden.